# Майстерлин, Сигизмунд
Сигизмунд Майстерлин (нем. Sigismund Meisterlin около 1435 — после 1497) — средневековый немецкий религиозный деятель и хронист.

## Биография
Год и место рождения неизвестны, но вероятно он родился не ранее 1420-х годов, и его родина почти наверняка находится где-то в Швабии. В возрасте 15 лет он поступил в бенедиктинский монастырь святых Ульриха и Афры в Аугсбурге, где провёл следующие 20 лет своей жизни. В монастырской библиотеке получил знания в области классической и римской литературы. По просьбе мэра Аугсбурга Сигизмуда Госсенброта написал на латинском языке хронику Chronographia Augustensiu, которую закончил в июне 1456 года. Сразу же после этого он сделал перевод большей её части на немецкий язык и представил его в Аугсбургской ратуше в начале 1457 года. Немецкий вариант хроники приобрёл определенную популярность и был напечатан в 1502 году. В хронике рассматривается преимущественно древнейшая и древняя история города — латинская версия заканчивается 1425 годом, немецкая — началом правления императора Людовика Баварского (правил с 1328 года).
После завершения этой хроники Майстерлин отправился в Италию, где в Павии он встретил сына Госсенброта, который в относящемся к этому же периоду письме к отцу признаёт его учёные и литературные заслуги, но при этом рисует не очень лестную картину его характера. Известно, что в Павии Майстерлин продолжал своё образование, но подробностей этого не сохранилось. Поскольку впоследствии его иногда называли с использованием титула магистра, можно предположить, что он, возможно, приобрёл его там. О последовавших вслед за тем двух десятилетиях жизни Майстерлина данных не сохранилось. Неизвестно, сколько времени он провёл в Италии и когда вернулся в Германию. Возможно, что следующие несколько лет он провёл в монастыре в Санкт-Галлене, где, согласно его собственному рассказу, он некоторое время занимал должность наставника послушников.
Только в 1476 году он появился в качестве соборного проповедника в Вюрцбурге. Примерно в начале 1478 года он стал проповедником в церкви Святого Зебальда в Нюрнберге. В октябре того же года он уже вступил с одним городским монахом-проповедником в открытый спор, который вёлся даже на кафедре, так что церковному совету пришлось в него вмешаться — упомянутые неблагоприятные намёки молодого Госсенброта на характер Мейстерлина кажутся поэтому небезосновательными. 8 октября 1481 года в дополнение к должности проповедника в церкви Святого Зебальда Майстерлин получил должность в приход Лаутенбах, который он тогда же с согласия совета обменял на приход в Гросгрюндлахе и сохранил его до 1488 года (в Германии существует множество населённых пунктов с названиями Лауденбах или Лаутенбах, о каком из них идёт речь, остаётся неясным).
Предположительно, вскоре после переезда в Нюрнберг он принял поручение написать историю города, данное ему несколькими патрициями, поскольку он был широко известен как автор истории Аугсбурга. Для этого ему были предоставлены необходимые средства для проведения исследований в различных библиотеках, например, в библиотеках аббатства Нидеральтайх и Святого Эммерама в Регенсбурге. Благодаря своей учёности он был достаточно уважаем в Нюрнберге даже самыми образованными людьми города, такими как Хартман Шедель, Георг Альт или Зебальд Шрайер, однако у него постоянно возникали конфликты — вероятно, из-за его скверного характера, о котором писал Госсенброт-младший. Поэтому он предпочитал жить в уединении в своём приходе и приезжать в город как можно реже. В один из своих приездов в Нюрнберг у Майстерлина потребовали уплатить налоги, из-за чего ему пришлось, по собственному утверждению, продать самые ценные книги из своей библиотеки. В этой неприятной ситуации он живо вспоминал более счастливые времена своего пребывания в монастыре в Аугсбурге и укреплял отношения с монастырем, которые, по-видимому, никогда не прерывались полностью.
В 1481 году он написал на латинском языке историю аббатства — Chronicon Augustanum ecclesiasticu, а сразу после этого — Index monasterii SS. Udalrici, в предисловии к которому в качестве места написания указан Гроссгрюндлах. Обе работы тесно связаны друг с другом, более поздняя является улучшенной переработкой более ранней. В 1488 году Майстерлин закончил хронику Нюрнберга на латыни, затем выполнил её немецкий перевод и получил обещанную плату. Однако латинское издание было опубликовано только в XVIII, а немецкое — в конце XIX века. В том же году он сменил приход в Гроссгрюндлахе на приход в Фойхте — это последнее упоминание о Майстерлине. Можно предположить, что он умер вскоре после этого.